# The Number of the Beast (sång)
The Number of the Beast är en låt och den åttonde singeln av det brittiska heavy metalbandet Iron Maiden släppt den 26 april 1982. Låten väckte stor uppståndelse bland kristna, främst i USA. Detta berodde på att omslagsbilden föreställde Eddie som har slitit av Djävulens huvud. Man hade även ett talintro som är taget ur bibeln till singeln. Sången handlar om en mardröm som Steve Harris hade efter att han hade sett filmen Omen II.
Talintrot är uppläst av den brittiske skådespelaren Barry Clayton, som Iron Maiden hade hört på en lokal radiostation när han läste spökhistorier. De bad honom göra uppläsningen åt dem. Från början hade bandet velat ha en känd skräckfilmsskådespelare vid namn Vincent Price. Han i sin tur ville ha 25 000 pund, något som bandet inte hade råd eller lust att betala honom. Introt lyder:
"Woe to you, oh Earth and Sea,
for the Devil sends the beast with wrath,
because he knows the time is short...
Let him who hath understanding reckon the Number of the Beast
for it is a human number, its number is six hundred and sixty six."
– Uppenbarelseboken 13:18
Detta är dock inte helt korrekt enligt vad det står i bibeln. De två första meningarna är från Uppenbarelseboken 12:12, alltså är det en ihopsatt version. I en dokumentär sade Bruce Dickinson att producenten av låten, Martin Birch, lät honom sjunga om de fyra första raderna av låten om och om igen i flera timmar. Frustrationen av detta gjorde att han skapade skriket som är så välkänt i låten.
B-sidan är en liveversion av "Remember Tomorrow". Enligt vad Iron Maiden själv säger är det en inspelning från en av de första konserterna med Bruce Dickinson som sångare, men om man lyssnar noga kan man höra Paul Di'Annos röst i bakgrunden. Dessutom låter den också som Remember Tomorrow på EP:n Maiden Japan, där låten är tagen ifrån. Alltså har man dubbat över Di'Annos sång med Bruce Dickinsons.[källa behövs]
The Number of the Beast gavs ut på nytt 2005 i flera versioner, bland annat en liveversion inspelad 2002 på Brixton Arena, när gruppen gjorde tre välgörenhetskonserter för sin tidigare trummis Clive Burr, som nyligen hade diagnostiserats med multipel skleros.

## Låtlista
1. "The Number of the Beast" (Harris)
2. "Remember Tomorrow" (Live) (Harris, Di'Anno)

## Medlemmar
- Steve Harris - elbas
- Bruce Dickinson - sång
- Dave Murray - gitarr
- Adrian Smith - gitarr
- Clive Burr - trummor